# Список дворянских родов Саратовской губернии
Список дворянских родов Саратовской губернии (полное название «Алфавитный список дворянским родам Саратовской губернии») — перечень дворянских родов, внесённых в дворянскую родословную книгу Саратовской губернии Российской империи.
Указан год внесения в Родословную книгу Саратовской губернии, дата утверждения решением Дворянского депутатского собрания Саратовской губернии (наместничества).

## I часть
- Альбицкие, Амелунги, Андреевы (1822-1825),
- Апушкины (1787-1796; 1798),
- Басковский, Батавины (1819-1822),
- Бекетовы (1822),
- Берхольц, фон-Берхгольц (1836),
- Битюцкий, Бичурины, Блажиевские, Блохины, Бовины, Богдановы (1831),
- барон Боде, Бодиско, Бойшевы, Бок, Болдыревы, Болкашины, Болотины (1805),
- Броницкие (1836),
- Буровцев, Бурские, Бурцевы (Бурцовы), Бутищев, Бутковские (1819-1822),
- Бушуевы, Быковы (1787-1796, 1822, 1834),
- Вагнер, Вадовские, Вайнов, Вальц, Валяевы, Ванниковы, Варыпаевы (1787-1796),
- Васильевы (1835),
- Веденяевы, Веденяпины (1819-1822),
- Видановы (1822-1825),
- Волженские, Волковы (1806, 1830, 1831-1834),
- Волковский (Вольковский), Волкоедов, князья Волконские, Вологины, Володимировы (Володимеровы)(1809),
- Волосатовы (1819),
- Герасимовы (1812),
- Герсдорф, Гиляткины, Гинтер, Гладковы (1812),
- Гороховы (1819),
- Гречихов (1831),
- Грудистовы, Грузинцовы (Грузинцевы) (1787-1796),
- Гусинцовы, Гуськовы (1835),
- Гутырь (Гутыря), Гучевы (1804, 1831-1834),
- Дикова-Крапивина, Дичковы, Дмитриевы (1813, 1816),
- Дубровины (1831-1834),
- Евдокимовы, Евреиновы (1831-1834),
- Еврипидовы, Евсюковы (1787-1796),
- Енины, Енишерловы (Енитерловы), Еремеевы (1787-1796, 1798),
- Ермолин, Ермоловы, Ершовы, Есиповы (1822, 1828),
- Жуковы (1815, 1834),
- Заварицкие (1812, 1819-1822),
- Закревские (1835), Залетаевы (1831-1834),
- Збоевы, Зверевы (1787-1796, 1831-1834),
- Исаевы, Исеевы (1805),
- Казанцевы, Казариновы (1819-1822),
- Кайсер, Калантаевы (Калотаевы, Калатаевы) (1814),
- Калюпановы, Каменские, Камсины (Комсины?), Канабеевы, Канищевы (Канищевы) (1803),
- Кастрицыны (1803, 1809),
- Ковачевы, Кожины (1822),
- Козловы (1828-1831),
- Козукаев, Козьмины (Козмины)(1814),
- Кострицыны (1831-1834),
- Кривские (1822-1825;
- Кропотовы (1799),
- Кузьмины (Кузмины, Козмины) (1809;
- Кутуковы (1814),
- Лакреев, Ламакины, Ламухины (1827, 1831-1834),
- Латошинский (1828-1831),
- Лестрад (Лестрада), Лефорт, Лехович, Лехотниковы (Лехотьниковы, Лахотниковы) (1805),
- Лоссовские (Лосовские, Лассовские), Лосьевы (Лосевы), Лошаковы (1807),
- Лукинские, Лукотин, Лунины, Лупандины (1787-1796, 1831-1834),
- Лызлов, князья Львовы, Львовы (1830),
- Любовцевы (Любавцовы; Любовцовы) (1787-1796, 1798),
- Мазырины, Макаровы, Макаровские (1834),
- Марковские, Мартыненко, Мартыновы, Масаловы (Масоловы, Мосоловы) (1819-1822),
- Мачинские, Машинские, Медведевы, Медем, Межевы (1834),
- Митюрины (1809, 1818),
- Митякины, Михайловы (1787-1796, 1798),
- Михайловские, Михачевы, Михаэлис (Михаелис) (1825),
- Наумов, Небольсины (Неболсины) (1818),
- Неклюдовы (1787-1796, 1798),
- Новиковы (1815, 1828-1831),
- Нокс, Норд, Норден, Нордстрем (1828-1831),
- Перфиловы, Перфиловы-Поповы, Першке, Песковы (1822-1825),
- Пестрово, Петерсон, Петины, Петриченков, Петровы (1827),
- Петрово-Соловово, Петровские (1806),
- Пирские, Писаренко, Пичилины, Платцовы (Платцевы) (1787-1796),
- Подбельские, Подберезский, Подревские, Подъяпольские (1819-1822),
- Поздеевы, Позднеевы, Поздняков, Поздюнины, Пойденко, Покасовские (1831),
- Поздеевы, Позднеевы, Поздняков, Поздюнины, Пойденко, Покасовские (1831),
- Польскин, Полюнский, Поляковы (1819-1822),
- Поповы (1826, 1830, 1831, 1832, 1832, 1832, 1834),
- Порецкие (1807),
- Порошины (Парошины), Посоловы, Поспелова, Постникова, Постремовы, Потаповы (1803, 1818),
- Прорвичи, Протопоповы (1819-1822, 1826),
- Путилины, Путиловы (1787-1796),
- Родзеновские (1787-1796, 1835),
- Розановы, Розенкашпер, Романовы (1828),
- Сеньковы (Сенковы, Синьковы)(1815),
- Симаков, Симановские (1834),
- Скопины (1815),
- Слепцовы (1811-1813),
- Слесаревы, Смагины, Смирновы (1814),
- Соколовы (1787-1796),
- Сологуб, Соломон (Соломонов) (1828-1831),
- Сорокины (Сарокины) (1819),
- Степановы (1787-1796),
- Теняковы (Тенековы, Тиняковы) (1827),
- Томич, Топачевы (1828),
- Фадеевы, Фарарий (Фарарии), Фаюстовы, Федоровские, Федорчуковы (1811-1813),
- Фохт, Францен (1822-1825),
- Чарыковы (Чариковы), Часовниковы (Чесовниковы), Частилины (Честилины) (1817),
- Чевкины (1818, 1834),
- Чекуновы, Челеевы (1804),
- Чертковы, Чертковские, Черышевы, Чесницкие, Чесноковы (1828),
- Шевелевы (1787-1796),
- Шиллинг, Шиловские, Шильниковы, Шиманский, Шимковы, Ширины, Ширинкины, Шишкины, Шмаковы (1808),
- фон-Штокфиш, Шторх, Штрик, Шубины (1819-1822),
- Юрасовы (1822-1825, 1835),
- Языковы (1818),
- Яблочковы, Ягловские (1818),
- Яковлевы (1809, 1811, 1831-1834),
- Ямпольские (Ямполские) (1787-1796)

## II часть
- Безик, Безобразовы,
- Васильевы (1819-1822, 1834),
- Веденяевы, Веденяпины,
- Видановы (1813-1816),
- Волженские, Волковы (1819-1822),
- фон-Гардер,
- Жуковы (1831-1834, 1811-1813),
- Калюпановы, Каменские, Камсины (Комсины?), Канабеевы, Канищевы (Канищевы) (1811-1813, 1828-1831),
- Козловы (Казловы) (1813),
- Лукинские, Лукотин, Лунины, Лупандины,
- Митякины, Михайловы (1822-1825),
- Пестрово, Петерсон, Петины, Петриченков, Петровы (1804, 1836),
- Поповы (1811-1813, 1822-1825),
- Родзеновские, Родзеновский-Костенко, Родионовы (1819-1822),
- Фохт, Францен (фон-Францен), Фрейдман (Фрейман), Фридебург, Фроловы (1814),
- Яковлевы (1787-1796, 1827)

## III часть
- Альбицкие, Амелунги, Андреевы (1822-1825, 1836),
- Битюцкий, Бичурины, Блажиевские, Блохины, Бовины, Богдановы (1808, 1831-1834),
- Веденяевы, Веденяпины (1813-1816),
- Гебель,
- Грудистовы, Грузинцовы (Грузинцевы) (1813-1816, 1828-1831),
- Жаллан-де-ла-Кроа (Жалан-де-ла-Кроа, Жалиан-де-ла-Кроа),
- Жуковы (1811-1813),
- Кривские (1831-1834),
- Кузьмины (Кузмины, Козмины) (1811-1813),
- Наумов, Небольсины (Неболсины) (1813-1816),
- Пестрово, Петерсон, Петины, Петриченков, Петровы,
- Польскин, Полюнский, Поляковы (1813-1816),
- Поповы (1787-1796, 1811-1813, 1831-1834, 1835, 1836),
- Прорвичи, Протопоповы (1803, 1816, 1831-1834, 1836),
- Путилины, Путиловы (1787-1796, 1803),
- Соколовы,
- Сорокины (Сарокины) (1811-1813, 1835),
- Степановы (1836),
- Трироговы (1887),
- Шиллинг, Шиловские, Шильниковы, Шиманский, Шимковы, Ширины, Ширинкины, Шишкины, Шмаковы (1801),
- фон-Штокфиш, Шторх, Штрик, Шубины (1805, 1811-1813),
- Яковлевы (1787-1796, 1806, 1818),

## IV часть
- Арендт (Арент) (1787-1796),
- Бориславские, Борисовы (1787-1796),
- Галицкие-Иконниковы, Галядкины (Галяткин), Гарарины, Гардер, фон-Гардер, Гарины, фон-Гартог (Гартог, Гартонг) (1787-1796, 1800, 1813-1816, 1819-1822),
- Гаряиновы, Гаугер, Гебель, Гевлич, Гедеевы (Гидеевы) (1822-1825),
- Данцова, Дашкины, Дебендер, Дебердеев, Девлет-Кильдеевы, Деконские, Де-ла Кроа (Делокроа) (1787-1796),
- Жаллан-де-ла-Кроа (Жалан-де-ла-Кроа, Жалиан-де-ла-Кроа), Жарские (1787-1796, 1798),
- Зидовы (1787-1796),
- Кабановы, Каблуковы, фон-Кабрит (Кабрит) (1800),
- Калантаровы (1826),
- Косяновы (Касяновы), Котелов, Котины, Котлубай, Котляревские, Которовы (Которевы) (1787-1796),
- Мерлины (1787-1796),
- Новицкие, Новокрещеновы, Новопавловская, Новосильцевы (Новосильцовы, Новосельцевы) (1819-1822),
- Пансыревы, Пантелеевы, Панчулидзевы (Панчулидзе) (1787-1796, 1798, 1826, 1834-1835),
- Рословлевы (1811-1813),
- Сабаньщиковы (Собанщиковы), Сабашниковы, Сабуровы (1809, 1835),
- Станюкович, Статковские, Стебут, Стемпковские (1816)

## V часть
- князья Бегильдеевы (Бегельдеевы) (1813-1816, 1831-1834),
- Глыбовы, Глядковы (Глятковы), Гоздово-Голамбиевские (Гоздаво-Голомбиевские, Гоздава-Голембиевские), Голберг, Голданово, князья Голицыны (1826),
- князья Енгалычевы (1804, 1825-1827, 1834-1837),
- князья Кугушевы (1816),
- Темниковы, Тендзягольские, князья Тенишевы (1804, 1826-1827),
- Троицкие, Тромщинские, Троян, Трубниковы, Трумницкие (Трумпицкие), Трухачевы, Тугарин, Тугариновы, князья Тугушевы (1828-1831),
- Чегодаевы князья татарские (1809, 1826)

## VI часть
- Абрамовы, Абутковы (Абутьковы) (1806, 1819-1822, 1822-1825)
- Анучины, Анушины, Анцовы, Анчутины, Аплечеевы (1819-1822)
- Аристовы (1811-1813, 1828-1831, 1831-1834)
- Бартеневы, Баршевы, Барышниковы (1812)
- Баталины, Батарчуковы (Баттарчуковы, Батурчуковы), Бафталовские, Бахметевы (Бахметьевы) (1819-1822, 1822-1825)
- Башкатовы (1787-1796)
- Бегильдеевы, Бегичевы, Бедаревы, Бедняковы (1787-1796)
- Безик, Безобразовы (1811-1813, 1831-1834)
- Безруковы, Бейер (фон-Бейер), Бекетовы (1813-1816)
- Беклемишевы (1831-1834)
- Брещинские, Бржевские, Бржезинские, Бржезовские, Бровцыны (1813-1816)
- Битюцкий, Бичурины, Блажиевские, Блохины, Бовины, Богдановы (1817),
- Веденяевы, Веденяпины (1809, 1811-1813),
- Виноградовы, Виноградские, Владыкины (1804, 1819-1822, 1835-1837),
- Внуковы, Военские, Воецкие (1811-1813),
- Воиновы (1787-1796, 1819-1822),
- Воропановы (Воропоновы) (1836-1837),
- Вукотич, Выродовы, Вышеславцевы, князья Вяземские (1787-1796),
- Гиляткины, Гинтер, Гладковы (1787-1796, 1798, 1801, 1804),
- Гордеевы, Горенковы, Городецкие (1831-1834),
- Дубасовы, Дубенские (1787-1796, 1813-1816, 1831-1834),
- Дулатов, Дураковы (1807, 1811-1813, 1819-1822, 1831-1834),
- Еврипидовы, Евсюковы (1787-1796, 1804, 1822-1825, 1831-1834),
- Егольниковы (Игольниковы), Егоровы, Едичеров, Елагины (1813-1816),
- Енгалычевы, Енгалычев-Есипов, мурзы (князья) Еникеевы, Еникеевы (1806, 1819-1822, 1834-1835, 1835),
- Жедринские (1813-1816, 1831-1834),
- Кайсер, Калантаевы (Калотаевы, Калатаевы) (1811-1813),
- Киреевы (1806, 1825-1827),
- Лукинские, Лукотин, Лунины, Лупандины (1787-1796, 1813-1816),
- Марковские, Мартыненко, Мартыновы, Масаловы (Масоловы, Мосоловы) (1811-1813, 1825, 1827),
- Мерлины (1811-1813, 1822-1825),
- Неклюдовы (1787-1796, 1811-1813, 1819-1822),
- Слепцовы (1801, 1807, 1811-1813, 1819-1822, 1822-1825, 1828-1831),
- Степановы (1787-1796, 1822-1825, 1827),
- Чегодаевы князья татарские (1811-1813),
- Шевелевы, Шевыревы (1811-1813, 1813-1816, 1819-1822, 1822-1825),
- Языковы (1803)
- Гомзяковы (1787-1795)
- Сокрутовы (1812-1813)